# S&P Latin America 40
S&P Latin America 40 er et aktieindeks fra Standard & Poor's. Det dækker aktier i Latinamerika.
S&P Latin America 40 et et blandt syv hovedindeks der udgør S&P Global 1200 og inkluderer aktier med en høj likviditet fra betydelige økonomiske sektorer i Latinamerika. Landene Brasilen, Chile, Mexico og Peru er repræsenteret i indekset. I alt repræsenterer det omkring 70 % af hvert lands værdi af børsnoterede aktier.
S&P Latin America 40 opdateres af S&P Index Committee, hvor medlemmerne inkluderer Standard and Poor's økonomer og indeksanalyster. Målet for Index Committee er at sikre at S&P Latin America 40 forbliver en præcis måleenhed for Latinamerikas markeder.
Indekset har en børshandlet fond (ETF) (ILF Arkiveret 11. oktober 2012 hos  Wayback Machine).

## Landedækning
Aktieindeksets landedækning er den følgende: 
| Land      | Vægtning | Antal virksomheder |
| --------- | -------- | ------------------ |
| Brasilien | 40,0%    | 16                 |
| Mexico    | 25%      | 10                 |
| Chile     | 27,5%    | 11                 |
| Peru      | 7,5%     | 3                  |
| Total     | 100%     | 40                 |